# Ja, vi elsker dette landet
Ja, vi elsker dette landet (hr. Da, volimo ovu zemlju) nacionalna je himna Kraljevine Norveške. 
Stihove je između 1859. i 1868. napisao Bjørnstjerne Bjørnson, a melodiju je 1864. napisao njegov rođak Rikard Nordraak. Prvi je put javno izvedena 17. svibnja 1864. povodom 50. godišnjice norveškog ustava. Najčešće se pjevaju samo prvi i posljednja dva stiha.

### Stihovi
```
1.
Ja, vi elsker dette landet,       Yes, we love this country
som det stiger frem,              as it rises forth,
furet, værbitt over vannet,       rocky, weathered, above the sea,
med de tusen hjem.                with those thousand homes.
Elsker, elsker det og tenker      Loving, loving it and thinking
på vår far og mor                 about our father and mother
og den saganatt som senker        and the saga night that sends
drømme på vår jord.               dreams to our earth.
Og den saganatt som senker,       And the saga night that sends, 
senker drømme på vår jord.        sends dreams to our earth.           
```

```
2.
Dette landet Harald berget        This country Harald saved
med sin kjemperad,                with his giant fleet,
dette landet Håkon verget         this country Håkon protected
medens Øyvind kvad;               whilst Øyvind sung;
Olav på det landet malte          Olav painted the country
korset med sitt blod,             with a cross of his blood,
fra dets høye Sverre talte        from its heights 
Sverre
 spoke
Roma midt imot.                   up against Rome.
```

```
3.
Bønder sine økser brynte          Farmers their axes sharpened
hvor en hær dro frem,             as the army came,
Tordenskiold langs kysten lynte,  Tordenskiold around the coastline thundered
så den lystes hjem.               so that we could see it back home.
Kvinner selv stod opp og strede   Even women stood up and fought
som de vare menn;                 as if they were men;
andre kunne bare grede,           others could only cry
men det kom igjen!                but that soon would end!
```

```
4.
Visstnok var vi ikke mange,       Sure, we were not many
men vi strakk dog til,            but we were enough,
da vi prøvdes noen gange,         when they challenged us
og det stod på spill;             and it was at stake;
ti vi heller landet brente        we rather let our country burn
enn det kom til fall;             than be defeated;
husker bare hva som hendte        just remember what happened
ned på Fredrikshald!              at Fredrikshald!
```

```
5.
Hårde tider har vi døyet,         Hard times we have coped with,
ble til sist forstøtt;            were at last disowned;
men i verste nød blåøyet          but in the worst suffer, blue-eyed
frihet ble oss født.              freedom was to us born.
Det gav faderkraft å bære         It gave (us) father's strength to carry
hungersnød og krig,               famine and war,
det gav døden selv sin ære -      it gave death itself its honour -
og det gav forlik.                and it gave compromise.
```

```
6.
Fienden sitt våpen kastet,        The enemy threw away his weapon,
opp visiret for,                  up the visor went,
vi med undren mot ham hastet,     we, in wonder, to him hasted,
ti han var vår bror.              because he was our brother.
Drevne frem på stand av skammen   Driven onto stand by the shame
gikk vi søderpå;                  we went to the south;
nu vi står tre brødre sammen,     now we three brothers stand united,
og skal sådan stå!                and shall stand like that!
```

```
7.
Norske mann i hus og hytte,       Norwegian man in house and cottage,
takk din store Gud!               thank your great God!
Landet ville han beskytte,        He would protect the country,
skjønt det mørkt så ut.           even though it looked dark.
Alt hva fedrene har kjempet,      And as the fathers have fought,
mødrene har grett,                and the mothers have wept,
har den Herre stille lempet       the Lord has quietly moved
så vi vant vår rett.              so we won our rights.
```

```
8.
Ja, vi elsker dette landet,       Yes, we love this country
som det stiger frem,              as it looms up,
furet, værbitt over vannet,       rocky and weathered, above the sea,
med de tusen hjem.                with its thousand homes.
Og som fedres kamp har hevet      And as the fathers' struggle has raised
det av nød til seir,              it from poverty to victory,
også vi, når det blir krevet,     even so will we, when demanded,
for dets fred slår leir.          for its peace to stay.
```